# بلک آید پیز
بلَک آیدْ پیز (انگلیسی: The Black Eyed Peas، ترجمه: لوبیاهای چشم‌بلبلی) یک گروه موسیقی آمریکایی در سبک هیپ‌هاپ، رپ، پاپ و آر اند بی است، و تاریخ شکل‌گیری‌اش به سال ۱۹۸۹ میلادی برمی‌گردد.
در سال ۲۰۰۳ با آلبوم «Elephunk» توانست موفقیت بی‌نظیری را در بین دیگر گروه‌های هیپ‌هاپ بدست آورد. هفت و نیم میلیون نسخه از این آلبوم به سرعت در سراسر دنیا به فروش رفت. این آلبوم نامزد ۴ جایزه گِرَمی شد، که توانست یک جایزه را دریافت کند؛ و در سال ۲۰۰۵ نیز آلبوم چهارمشان به نام «Monkey Business» جایزه‌ای دیگر از گرمی دریافت کرد و  و گواهینامه  3x Platinum  را در ایالات متحده دریافت کرد.
در سال ۲۰۰۹ این گروه پنجمین آلبوم استودیویی خود به نام " The E.N.D. " را روانه بازار کردند. ۳ آهنگ از این آلبوم "Boom Boom Pow" ,"I Gotta Feeling" و "Imma Be" به ترتیب ۱۴، ۱۲ و ۲ هفته در Billboard Hot 100 صدرنشین بودند و یک رکورد بی نظیر بر جای گذاشتند. این ۳ آهنگ به مدت ۲۶ هفته (نصف سال ۲۰۰۹) در Billboard Hot 100 صدرنشین بودند. سومین آهنگ از این آلبوم "Meet Me Halfway" بود که در اکثر چارت‌های دنیا مقام اول را به دست آورد. تا نوامبر ۲۰۱۰ این آلبوم در سراسر جهان حدود ۱۱ میلیون نسخه فروش کرد. در فوریه 2011، گروه در نمایش نیمه‌تیم Super Bowl XLV اجرا کردند. مدت کوتاهی پس از آن، این گروه اعلام کرد که به وقفه نامحدود ادامه خواهند داد تا فعالیت های دیگری را دنبال کنند و احتمالا در سال 2015 دوباره کارشان را از سر خواهند گرفت.
Black Eyed Peas حدود 80 میلیون رکورد فروخته است که آنها را به یکی از پرفروش ترین گروه های تمام دوران تبدیل کرده است. آنها در جدول Billboard‘s 2000s Decade-End Artist of the Decade Chart رده دوازدهم رو به خود اختصاص داده اند و در the Hot 100 Artists of the Decade در رتبه هفتم قرار گرفتند.

## آلبوم‌ها
- پشت جبهه (۱۹۹۸)
- Bridging the Gap
- Elephunk
- Monkey Business
- د ای. ان. دی (۲۰۰۹)
- شروع (۲۰۱۰)
- Masters of the Sun Vol. 1
- Translation